# Операция «Золото»
Опера́ция «Зо́лото» (англ. Operation Gold, также Operation Stopwatch — «операция Секундомер») — совместная разведывательная операция ЦРУ и британской Секретной разведывательной службы в начале 50-х годов по прокладке из Западного Берлина подземного туннеля на территорию Восточного Берлина для получения доступа к телефонным коммуникациям штаба советских войск в Германии. Советские спецслужбы своевременно получили сведения об операции «Золото» и приняли успешные ответные меры (см. «Берлинский тоннель»).
Операция «Золото» планировалась совместно американской и английской службами разведки, но финансировалась ЦРУ. По указанию директора ЦРУ Аллена Даллеса в целях сохранения секретности операция документировалась ограниченно. Согласно некоторым сведениям первым на советские телефонные кабели особого значения, пролегающие на глубине менее двух метров в непосредственной близости к американскому сектору Берлина, обратил внимание Даллеса будущий президент БНД Рейнхард Гелен. Сведения о точном расположении кабеля удалось добыть на телефонной станции в Восточном Берлине. ЦРУ получила достоверную информацию о том, что по этому кабелю осуществляется телефонная и телеграфная связь воинских подразделений, контрразведки и дипломатических служб.
Совещание представителей спецслужб Великобритании и США по планированию операции на основании этой информации проходило в Лондоне. Одним из участников этой встречи был сотрудник британской контрразведки и агент советской разведки Джордж Блейк. Через Блейка информация о готовящейся операции поступила в советскую разведку. В целях защиты Блейка в СССР было принято решение не пресекать операцию, а использовать для дезинформации противника.
В декабре 1953 года операцию возглавил сотрудник ЦРУ Уильям Кинг Харви, в прошлом агент ФБР. Работы по прокладке туннеля в Западном Берлине были представлены как строительство радарной установки и склада ВВС США. Разведывательная операция была сопряжена со многими сложностями инженерно-технического характера. Туннель длиной 450 м, ставший впоследствии известным как Берлинский, пересекал строго охраняемую границу между секторами на 6-метровой глубине, а телефонный кабель, к которому он вёл, находился на глубине всего лишь 47 см под улицей с оживлённым движением. Добавили проблем грунтовые воды и обнаруженная глиняная линза. Работы в туннеле начались в августе 1954 года и завершились 25 февраля 1955 года. Туннель, соединивший район Альтглиникке в округе Трептов Восточного Берлина с районом Рудов в округе Нойкёльн в американском секторе, позволил прослушивать и записывать телефонные переговоры, которые велись из штаба Группы советских войск в Германии в Вюнсдорфе с Москвой, советским посольством в Восточном Берлине и властями ГДР.
В Вашингтоне над обработкой поступавшей из Берлина информации работала постоянная команда переводчиков и аналитиков. Штат отдела по обработке поступавших телефонных переговоров составлял до 317 человек, а телеграфных сообщений — до 350 человек. В течение недолгого времени работы Берлинского туннеля на 50 тысячах плёнок было записано до полумиллиона телефонных звонков. Общая продолжительность записей составляет 40 000 часов телефонных переговоров и 6 млн часов телеграфной связи. Обработка материалов операции «Голд» продолжалась до сентября 1958 года, в результате было составлено 1750 отчётов и 90 000 переводов.
В ночь с 21 на 22 апреля 1956 года, спустя одиннадцать месяцев после начала работы разведывательного туннеля, он был обнаружен советскими солдатами и солдатами армии ГДР. После сильных дождей, прошедших накануне, телефонная связь работала с большими помехами. Обнаруженный разведывательный туннель был сразу предъявлен прессе как «нарушение норм международного права» и «преступный акт». Фотографии из туннеля под германо-германской границей обошли страницы газет всего мира. Несмотря на то, что при строительстве на случай обнаружения туннеля он был заминирован непосредственно на линии границы, этой возможностью американцы не воспользовались.
Скандал с обнаружением туннеля ударил не только по карьере Аллена Даллеса, но и его брата Джона Фостера Даллеса, занимавшего на тот момент пост Госсекретаря США, и его сестры Элеаноры Лансинг Даллес, руководившей берлинским подразделением Бюро германских дел Госдепартамента.
Лишь в 1961 году, после ареста Блейка и суда над ним, западным спецслужбам стало очевидно, что туннель перестал быть секретным ещё до начала его строительства. Несмотря на то, что Даллес всячески подчёркивал успех операции, мнения аналитиков ЦРУ о ценности добытой информации разделились. По прослушиваемым каналам проходила лишь несущественная информация. Расходы на операцию «Голд» составили 6,7 млн долларов США.